# Himaldroma pineti
Himaldroma pineti is een hooiwagen uit de familie Sclerosomatidae.